# 24648 Evpatoria
24648 Evpatoria este un asteroid din centura principală, descoperit pe 19 septembrie 1985, de Nikolai Cernîh și Liudmila Cernîh.